# John Winans

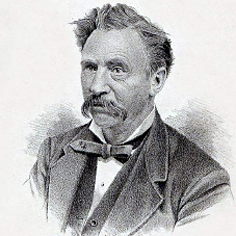
John Winans

John Winans (* 27. September 1831 in Vernon, Sussex County, New Jersey; † 17. Januar 1907 in Janesville, Wisconsin) war ein US-amerikanischer Politiker. Zwischen 1883 und 1885 vertrat er den Bundesstaat Wisconsin im US-Repräsentantenhaus.

## Werdegang
Nach einem  Jurastudium und seiner im Jahr 1855 erfolgten Zulassung als Rechtsanwalt begann John Winans ab 1857 in Janesville in seinem neuen Beruf zu  arbeiten. Dort schlug er als Mitglied der Demokratischen Partei auch eine politische Laufbahn ein. Im Jahr 1861 wurde er in den Gemeinderat von Janesville gewählt. Zwischen 1865 und 1875 war er juristischer Vertreter seiner neuen Heimatstadt. Zwischen 1874 und 1891 wurde er viermal in die Wisconsin State Assembly gewählt. Im Jahr 1864 war er Delegierter zur Democratic National Convention in Chicago, auf der George B. McClellan als Präsidentschaftskandidat nominiert wurde. Von 1874 bis 1875 arbeitete Winans im Stab von Gouverneur William R. Taylor.
Zwischen 1885 und 1887 amtierte John Winans als Bürgermeister von Janesville. Bei den Kongresswahlen des Jahres 1882 wurde er im ersten Wahlbezirk von Wisconsin in das US-Repräsentantenhaus in Washington, D.C. gewählt, wo er am 4. März 1883 die Nachfolge von Charles G. Williams antrat. Da er im Jahr 1884 auf eine erneute Kandidatur verzichtete, konnte er bis zum 3. März 1885 nur eine Legislaturperiode im Kongress absolvieren. Nach seinem Ausscheiden aus dem US-Repräsentantenhaus arbeitete John Winans wieder als Anwalt. Er starb am 17. Januar 1907 in Janesville und wurde dort auch beigesetzt.